# Nordholz (Naturschutzgebiet)

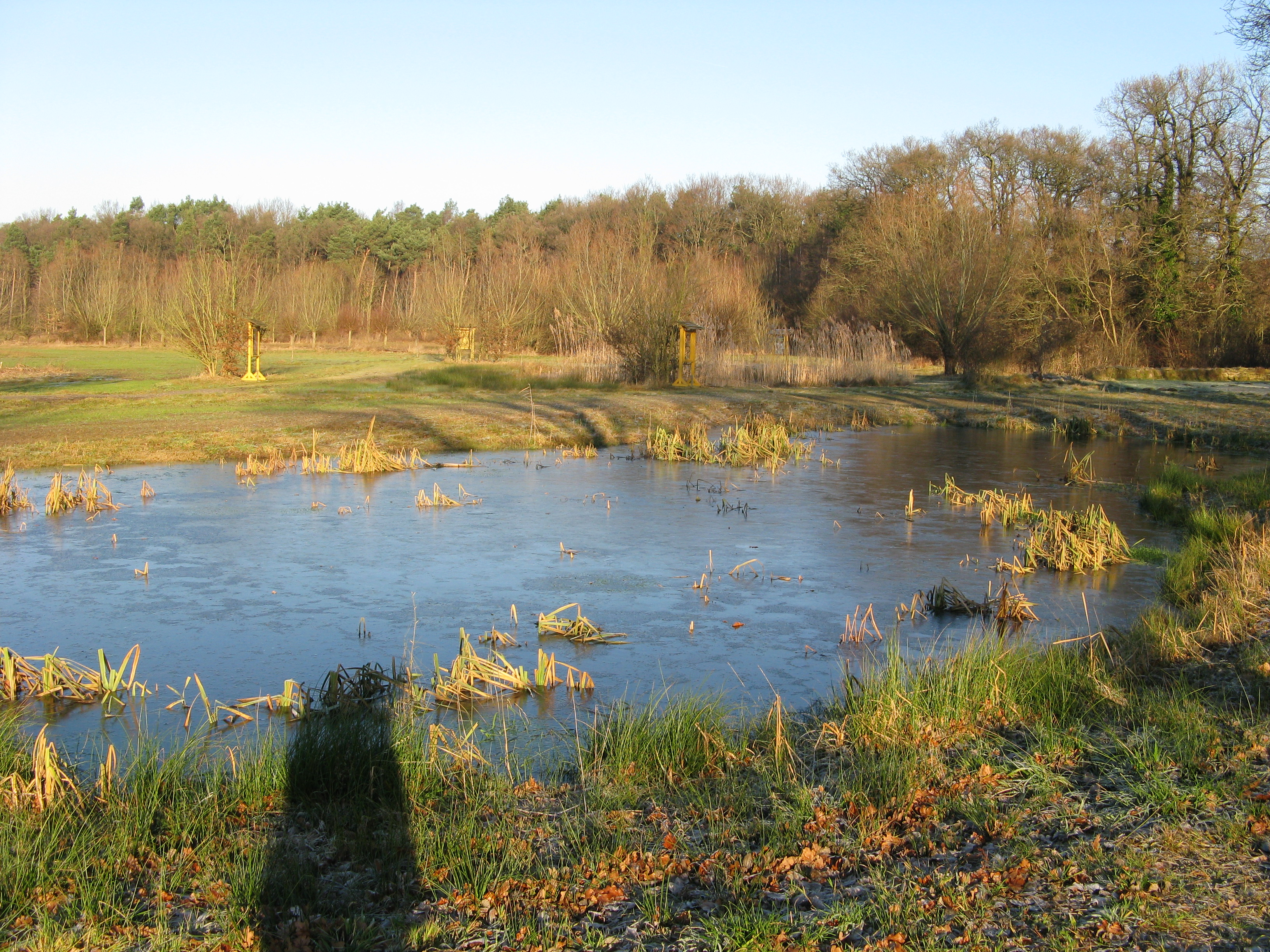
Im Naturschutzgebiet

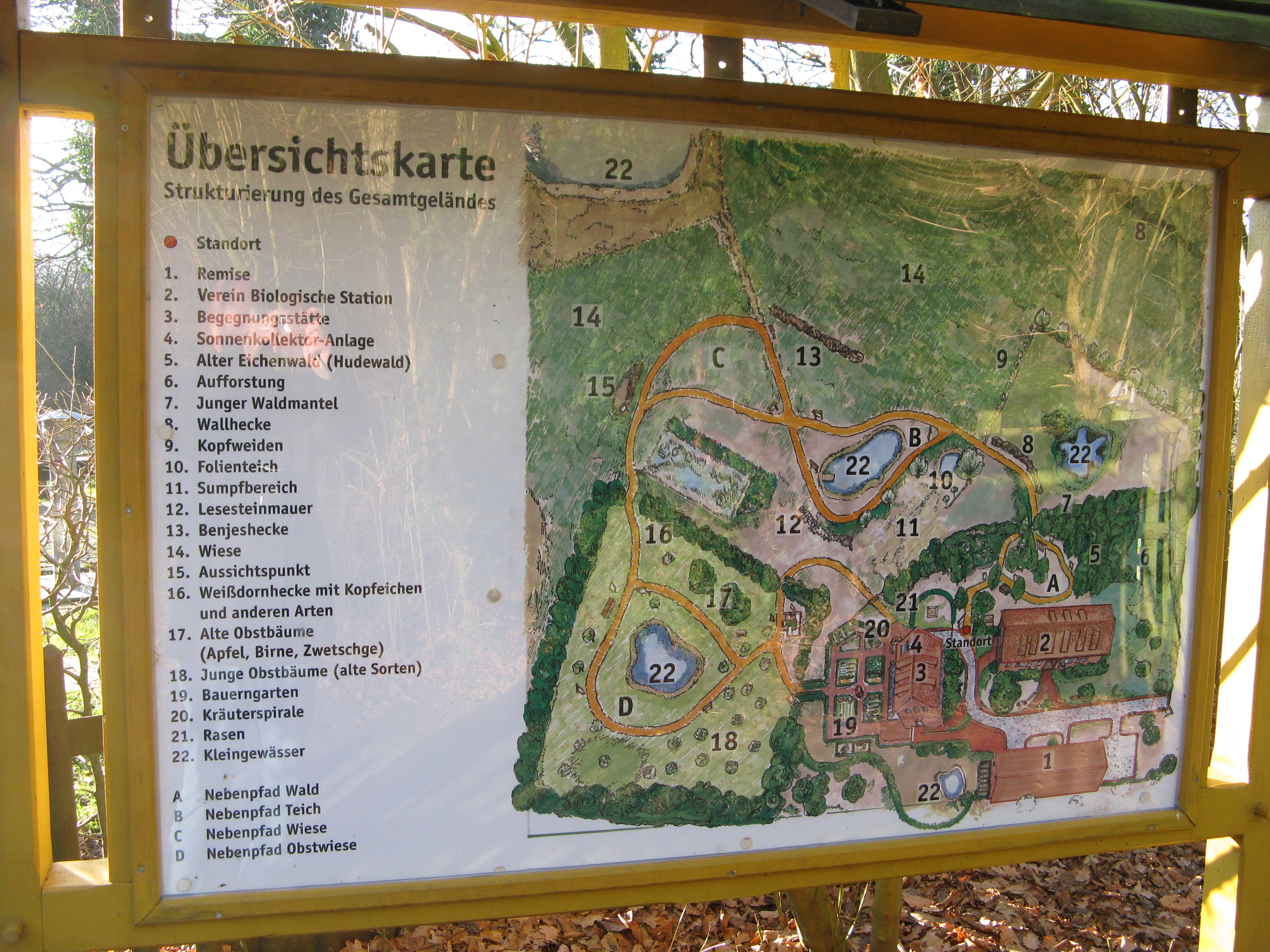
Übersichtskarte

Das Naturschutzgebiet Nordholz ist 25,4 Hektar groß und liegt im Stadtteil Todtenhausen der Stadt Minden. Es wird mit der Nummer MI-065 geführt und ist FFH-Vorschlagsgebiet.
Das Naturschutzgebiet erstreckt sich um das ehemalige Gut Nordholz. Die Gebäude des Gutes wurden in den 1980er Jahren vom Kreis Minden-Lübbecke erworben und restauriert. Sie beherbergen heute die Biologische Station Minden-Lübbecke e. V. sowie eine Begegnungsstätte mit Tagungsräumen. Die biologische Station pflegt das Naturschutzgebiet und optimiert es.
Die Unterschutzstellung des Gebietes erfolgte zur Erhaltung und Wiederherstellung der landschaftsraumtypischen Tier- und Pflanzenarten. Insbesondere befinden sich am Rande des Waldkomplexes Heisterholz (FFH-Gebiet) Kleingewässer, Sümpfe, ruderale Gras- und Staudenfluren sowie verschiedene Kleingehölze.
In den Kleingewässern haben sich viele Amphibienarten angesiedelt. Der gefährdete Kammmolch hat hier eine große Population.
Besucher können sich auf einem Naturlehrpfad informieren.